# Вюргер оливковий
Вюргер оливковий (Chlorophoneus olivaceus) — вид горобцеподібних птахів родини гладіаторових (Malaconotidae). Мешкає в Південній Африці.

## Підвиди
Виділяють п'ять підвидів:
- C. o. makawa Benson, 1945 — поширений на південному заході Малаві;
- C. o. bertrandi (Shelley, 1894) — поширений на південному сході Малаві;
- C. o. vitorum (Clancey, 1967) — поширений на південно-східному узбережжі Мозамбіку та на північному сході ПАР;
- C. o. interfluvius (Clancey, 1969) — поширений на сході Зімбабве та на заході центрального Мозамбіку;
- C. o. olivaceus (Shaw, 1809) — поширений на сході і півдні ПАР, в Есватіні та на південному заході Мозамбіку.

## Поширення і екологія
Оливкові вюргери мешкають на території Південно-Африканської Республіки, Малаві, Мозамбіку, Зімбабве та Есватіні. Живуть в тропічних і субтропічних вологих лісах і чагарникових заростях.